# 尚絅中学校・高等学校
尚絅中学校・高等学校（しょうけいちゅうがっこう・こうとうがっこう）は、熊本県熊本市中央区九品寺二丁目にある中高一貫教育を提供する私立女子中学校・高等学校（併設型中高一貫校）。学校法人尚絅学園が運営し、その他の機関に尚絅大学・尚絅大学短期大学部がある。
なお、宮城県にある尚絅学院中学校・高等学校、尚絅学院大学とは無関係である。

## 沿革
- 1888年（明治21年） - 私立済々黌（現熊本県立済々黌高等学校）より済々黌附属女学校として設立。
- 1891年（明治24年） - 済々黌より独立して尚絅女学校と改称。
- 1896年（明治29年） - 尚絅高等女学校と改称。
- 1920年（大正9年） - 生徒数の増加、施設面における充実のため、旧飽田郡大江村九品寺(現熊本市中央区九品寺)に新築移転。
- 1929年（昭和4年） - 教育の実践目標として「尚絅五ヶ条」を制定。
- 1947年（昭和22年） - 学制改革により尚絅中学校発足。
- 1948年（昭和23年） - 学制改革により尚絅高等学校発足。

## 部活

### 体育系
- 卓球部
- バスケットボール部
- バレーボール部
- バドミントン部
- 水泳部
- 剣道部
- 弓道部
- 陸上競技部
- ソフトテニス部

### 文化系
- ギター・マンドリン部
- 琴部
- 吹奏楽部
- 放送部
- 合唱部
- E・S・S
- 美術部
- 華道部
- 茶道部
- 書道部
- 将棋部
- 百人一首部
- 和装礼法部
- 将棋部（団体戦で全国大会上位入賞あり）

## 交通アクセス

### 熊本市電
- 「九品寺交差点」電停下車、徒歩1分

### バス
- 熊本都市バス
  - 第一環状線（駅1・駅2）
  - 中央環状線（駅3・駅4）
  - 熊本駅長嶺線（鹿3）
  - 熊本駅県庁線（県4・駅5）
- 熊本バス
  - 市内線（南9）
  - 田迎市内線（南10）

いずれも「尚絅校前」バス停下車、徒歩1分

## その他
- プレイステーションゲーム「高機動幻想ガンパレード・マーチ」の舞台、尚敬高校のモデルである。

## 主な出身者
- すみママ - ローカルタレント
- 安村真奈
- らりるRIE -  お笑い芸人/タレント